# Sean Strickland
Sean Strickland (ur. 27 lutego 1991 w Anaheim) – amerykański zawodnik mieszanych sztuk walki (MMA). Były mistrz King of the Cage w wadze średniej. Obecny zawodnik organizacji Ultimate Fighting Championship (UFC), w której od 10 września 2023 do 20 stycznia 2024 był mistrzem wagi średniej.

## Życiorys
Strickland dorastał w Coronie, w stanie Kalifornia, w domu z ojcem, który znęcał się nad domownikami fizycznie i psychicznie. We wczesnym dzieciństwie zaatakował ojca gitarą, próbując bronić matki. W późniejszym czasie uciekł ze swojego domu i skontaktował się z lokalnymi organami ścigania, co doprowadziło do krótkiego aresztowania jego ojca.
W okresie dojrzewania nawiązał bliską relację ze swoim dziadkiem, który wyznawał ideologie neonazistowskie. Przyjął poglądy dziadka, które zostały dodatkowo wzmocnione przez obejrzenie filmu Więzień nienawiści.
Często wspominał, że został wyrzucony ze szkoły w dziewiątej klasie za popełnienie zbrodni z nienawiści, po czym jego matka postanowiła zabrać go do klubu MMA. Podczas treningów poznał ludzi różnych ras, którzy mu pomogli i zmotywowali do porzucenia wyznawanej przez siebie ideologii. 

## Kariera MMA

### Wczesna kariera
Strickland zadebiutował zawodowo w 2008 roku w organizacji King of the Cage i ustanowił niepokonany rekord 9-0, zanim zmierzył się z Joshem Bryantem o pas mistrzowski wagi średniej tej organizacji w dniu 9 grudnia 2012 roku. Strickland wygrał niejednogłośną decyzją, a następnie trzykrotnie skutecznie obronił swój tytuł, zanim podpisał kontrakt z UFC.

### UFC
Strickland zadebiutował w UFC, w 2014 roku, mając na koncie 13 zwycięstw i 0 porażek. W pierwszej walce dla amerykańskiej organizacji zmierzył się z Bubbą McDanielem. Zwyciężył przez poddanie w pierwszej rundzie.
Początkowo walczył w wadze półśredniej i wygrał cztery z pierwszych pięciu walk, zanim spotkał przyszłego mistrza tej kategorii, Kamaru Usmana, który pokonał go na punkty na gali UFC 210. Po zwycięstwem nad Courtem McGee, został pokonany ponownie w 2018 roku, tym razem przez Brazylijczyka Elizeu Zaleskiego dos Santosa na gali UFC 224. 
27 października 2018 na UFC Fight Night 138 zmierzył się z Nordine Talebem. Wygrał walkę przez techniczny nokaut w drugiej rundzie. Była to ostatnia walka z jego dotychczasowego kontraktu. Po tym zwycięstwie poważny wypadek motocyklowy zmusił go do zawieszenia kariery na dwa lata.

#### Powrót po wypadku
Wracając z dwuletniej przerwy po wypadku motocyklowym, miał zmierzyć się z Wellingtonem Turmanem 31 października 2020 roku na UFC Fight Night 181. 29 września Brazylijczyk wycofał się z powodu następstw Covid-19, które uniemożliwiły mu treningi po zakończeniu dwutygodniowej kwarantanny i zastąpił go Jack Marshman. Podczas ważenia Marshman ważył powyżej limitu wagi średniej. W rezultacie walka toczyła się w limicie umownym, a Marshman został ukarany grzywną w wysokości 20% swojej gaży, która trafiła do Amerykanina. Strickland wygrał walkę jednogłośną decyzją.
Następnie na galach w Las Vegas odniósł cztery zwycięstwa z rzędu, pokonując Brendana Allena, Krzysztofa Jotko, Uriaha Halla i Jacka Hermanssona. 

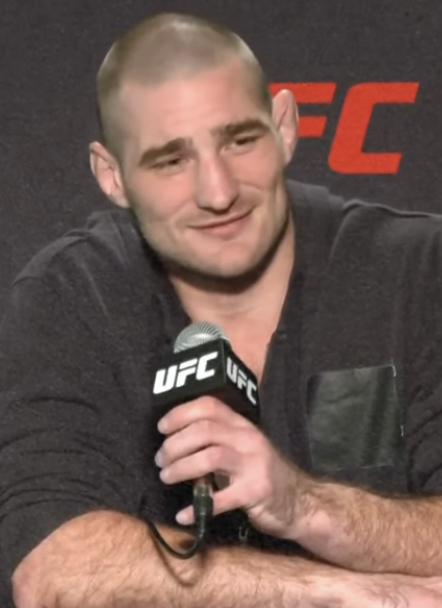
Strickland na konferencji prasowej w 2022 roku

W 2022 roku na gali UFC 276 jego passa zwycięstw została przerwana przez porażkę z Alexem Pereirą, który znokautował go mocnym ciosem lewym sierpowym w pierwszej rundzie. W tym samym roku odnotował drugą porażkę z rzędu w walce z Jaredem Cannonierem. Strickland przegrał ze swoim rodakiem niejednogłośną decyzją sędziów.
Podczas gali UFC Fight Night: Strickland vs. Imavov skrzyżował rękawice z Francuzem, Nassourdine'em Imawowem. Strickland powrócił na zwycięskie tory, wygrywając przez jednogłośną decyzję. 
1 lipca 2023 roku na UFC on ESPN 48 stoczył walkę z Abusupijanem Magomedowem. Zwyciężył przez TKO w drugiej rundzie. To zwycięstwo przyniosło mu bonus za występ wieczoru.

#### Mistrz wagi średniej UFC
10 września 2023 roku na gali UFC 293 zmierzył się z Israelem Adesanyą o tytuł mistrza UFC wagi średniej. Pomimo tego, że nie był faworytem wszedł do walki bezpośrednio i w najlepszy możliwy sposób, sprawił niespodziankę, posyłając przeciwnika na matę już w pierwszej rundzie, ostatecznie zwyciężając jednogłośnie na kartach punktowych. Dzięki temu zwycięstwu otrzymał trzeci bonus za występ wieczoru.
21 stycznia 2024 roku na gali UFC 297 w Toronto przystąpił do pierwszej obrony tytułu w walce z byłym mistrzem KSW, Dricusem du Plessisem. Po bardzo zaciętej walce przegrał niejednogłośną decyzją sędziów, tracąc swój pas. Pojedynek nagrodzono bonusem za walkę wieczoru. 13 z 24 przedstawicieli mediów punktowało walkę dla du Plessisa.

#### Dalsze walki
Na gali UFC 302, która odbyła się 1 czerwca 2024 w Newark zmierzył się z Paulo Costą. Zwyciężył niejednogłośną decyzją sędziów. 
9 lutego 2025 roku na gali UFC 312 doszło do jego rewanżu z Dricusem du Plessisem, którego stawką również było mistrzostwo wagi średniej. Ponownie przegrał przez decyzję sędziów, tym razem jednogłośną.

## Życie prywatne
W grudniu 2018 roku podczas jazdy motocyklem w Los Angeles został potrącony przez samochód, w wyniku czego stracił przytomność. Odniósł liczne obrażenia i po wypadku wymagał operacji kolana.
Jest zwolennikiem Donalda Trumpa.

## Osiągnięcia

### Mieszane sztuki walki
- King of the Cage
  - 2012: Mistrz King of the Cage w wadze średniej[51]
- Ultimate Fighting Championship
  - 2023-2024: Mistrz UFC w wadze średniej

- MMAjunkie.com
  - 2020: Powracający Zawodnik Roku[52]
  - 2023: Zawodnik Roku[53]

- Sherdog
  - 2020: Powrót roku[54]

- World MMA Awards
  - 2024: Zaskoczenie Roku vs. Israel Adesanya na UFC 293[55]

## Lista zawodowych walk w MMA
| Wynik     | Bilans | Przeciwnik (bilans przed walką)  | Rozstrzygnięcie                           | Runda | Czas | Rozgrywki                                  | Data       | Miejsce        | Uwagi                                                                             |
| --------- | ------ | -------------------------------- | ----------------------------------------- | ----- | ---- | ------------------------------------------ | ---------- | -------------- | --------------------------------------------------------------------------------- |
| Przegrana | 29-7   | Dricus du Plessis (22-2)         | Decyzja (jednogłośna)                     | 5     | 5:00 | UFC 312                                    | 08.02.2025 | Sydney         | Pojedynek o pas mistrzowski UFC w wadze średniej. Main Event                      |
| Wygrana   | 29-6   | Paulo Costa (14-3)               | Decyzja (niejednogłośna)                  | 3     | 5:00 | UFC 302                                    | 01.06.2024 | Newark         | Co-Main Event                                                                     |
| Przegrana | 28-6   | Dricus du Plessis (20-2)         | Decyzja (niejednogłośna)                  | 5     | 5:00 | UFC 297                                    | 20.01.2024 | Toronto        | Stracił pas mistrzowski UFC w wadze średniej. Bonus za walkę wieczoru. Main Event |
| Wygrana   | 28-5   | Israel Adesanya (24-2)           | Decyzja (jednogłośna)                     | 5     | 5:00 | UFC 293                                    | 09.09.2023 | Sydney         | Zdobył pas mistrzowski UFC w wadze średniej. Bonus za występ wieczoru. Main Event |
| Wygrana   | 27-5   | Abusupijan Magomiedow (25-4-1)   | TKO (ciosy pięściami)                     | 2     | 4:20 | UFC Fight Night: Strickland vs. Magomedov  | 01.07.2023 | Las Vegas      | Bonus za występ wieczoru. Main Event                                              |
| Wygrana   | 26-5   | Nassourdine Imawow (12-3)        | Decyzja (jednogłośna)                     | 5     | 5:00 | UFC Fight Night: Strickland vs. Imavov     | 14.01.2023 | Las Vegas      | Walka w wadze półciężkiej. Main Event                                             |
| Przegrana | 25-5   | Jared Cannonier (15-6)           | Decyzja (niejednogłośna)                  | 5     | 5:00 | UFC Fight Night: Cannonier vs. Strickland  | 17.12.2022 | Las Vegas      |                                                                                   |
| Przegrana | 25-4   | Alex Pereira (5-1)               | KO (lewy sierpowy)                        | 1     | 2:36 | UFC 276                                    | 02.07.2022 | Las Vegas      |                                                                                   |
| Wygrana   | 25-3   | Jack Hermansson (22-6)           | Decyzja (niejednogłośna)                  | 5     | 5:00 | UFC Fight Night: Hermansson vs. Strickland | 05.02.2022 | Las Vegas      |                                                                                   |
| Wygrana   | 24-3   | Uriah Hall (17-9)                | Decyzja (jednogłośna)                     | 5     | 5:00 | UFC on ESPN: Hall vs. Strickland           | 31.07.2021 | Las Vegas      |                                                                                   |
| Wygrana   | 23-3   | Krzysztof Jotko (22-4)           | Decyzja (jednogłośna)                     | 3     | 5:00 | UFC on ESPN: Reyes vs. Procházka           | 01.05.2021 | Las Vegas      |                                                                                   |
| Wygrana   | 22-3   | Brendan Allen (15-3)             | TKO (ciosy pięściami)                     | 2     | 1:32 | UFC Fight Night: Felder vs. dos Anjos      | 14.11.2020 | Las Vegas      | Limit umowny do 88,4 kg. Bonus za występ wieczoru                                 |
| Wygrana   | 21-3   | Jack Marshman (23-9)             | Decyzja (jednogłośna)                     | 3     | 5:00 | UFC Fight Night: Hall vs. Silva            | 31.10.2020 | Las Vegas      | Powrót do wagi średniej. Marshman nie wykonał wagi (85 kg)                        |
| Wygrana   | 20-3   | Nordine Taleb (14-5)             | TKO (ciosy pięściami w parterze)          | 2     | 3:10 | UFC Fight Night: Volkan vs. Smith          | 27.10.2018 | Moncton        |                                                                                   |
| Przegrana | 19-3   | Elizeu Zaleski dos Santos (18-5) | KO (kopnięcie obrotowe i ciosy pięściami) | 1     | 3:40 | UFC 224                                    | 12.05.2018 | Rio de Janeiro |                                                                                   |
| Wygrana   | 19-2   | Court McGee (18-6)               | Decyzja (jednogłośna)                     | 3     | 5:00 | UFC Fight Night: Poirier vs. Pettis        | 11.11.2017 | Norfolk        |                                                                                   |
| Przegrana | 18-2   | Kamaru Usman (9-1)               | Decyzja (jednogłośna)                     | 3     | 5:00 | UFC 210                                    | 08.04.2017 | Buffalo        |                                                                                   |
| Wygrana   | 18-1   | Tom Breese (10-0)                | Decyzja (niejednogłośna)                  | 3     | 5:00 | UFC 199                                    | 04.06.2016 | Inglewood      |                                                                                   |
| Wygrana   | 17-1   | Alex Garcia (13-2)               | KO (ciosy pięściami)                      | 3     | 4:25 | UFC Fight Night: Cowboy vs. Cowboy         | 21.02.2016 | Pittsburgh     |                                                                                   |
| Wygrana   | 16-1   | Igor Araújo (25-7)               | Decyzja (jednogłośna)                     | 3     | 5:00 | UFC Fight Night: Mir vs. Duffee            | 15.07.2015 | San Diego      |                                                                                   |
| Przegrana | 15-1   | Santiago Ponzinibbio (19-2)      | Decyzja (jednogłośna)                     | 3     | 5:00 | UFC Fight Night: Bigfoot vs. Mir           | 22.02.2015 | Porto Alegre   | Powrót do wagi półśredniej                                                        |
| Wygrana   | 15-0   | Luke Barnatt (8-0)               | Decyzja (niejednogłośna)                  | 3     | 5:00 | UFC Fight Night: Munoz vs. Mousasi         | 31.05.2014 | Berlin         |                                                                                   |
| Wygrana   | 14-0   | Bubba McDaniel (21-7)            | Poddanie (duszenie zza pleców)            | 1     | 4:33 | UFC 171                                    | 15.03.2014 | Dallas         | Debiut w UFC                                                                      |
| Wygrana   | 13-0   | Matt Lagler (8-6-1)              | TKO (ciosy pięściami)                     | 1     | 4:59 | KOTC: Split Decision                       | 29.08.2013 | Highland       | Obronił mistrzostwo King of the Cage w wadze średniej                             |
| Wygrana   | 12-0   | Yusuke Sakashita (9-3)           | Decyzja (jednogłośna)                     | 5     | 5:00 | KOTC: Worldwide                            | 05.07.2013 | Manila         | Obronił mistrzostwo King of the Cage w wadze średniej                             |
| Wygrana   | 11-0   | Bill Albrecht (22-14)            | KO (cios pięścią)                         | 1     | 2:41 | KOTC: Restitution                          | 07.02.2013 | Los Angeles    | Obronił mistrzostwo King of the Cage w wadze średniej                             |
| Wygrana   | 10-0   | Josh Bryant (14-1)               | Decyzja (niejednogłośna)                  | 3     | 5:00 | KOTC: Unification                          | 09.12.2012 | Highland       | Obronił i zunifikował mistrzostwo King of the Cage w wadze średniej               |
| Wygrana   | 9-0    | Brandon Hunt (8-3)               | TKO (ciosy pięściami)                     | 1     | 3:24 | KOTC: Hardcore                             | 26.04.2012 | Highland       | Zdobył mistrzostwo King of the Cage w wadze średniej                              |
| Wygrana   | 8-0    | Brandon Hunt (8-2)               | TKO (ciosy pięściami)                     | 1     | 3:48 | KOTC: Steel Curtain                        | 17.12.2011 | Norman         |                                                                                   |
| Wygrana   | 7-0    | Brett Sbardella (4-1)            | KO (ciosy pięściami)                      | 1     | 1:03 | KOTC: Demolition                           | 06.08.2011 | Walker         |                                                                                   |
| Wygrana   | 6-0    | Donavin Hawkey (5-1)             | Poddanie (duszenie zza pleców)            | 1     | 1:21 | KOTC: Platinum                             | 25.11.2010 | Durban         | Powrót do wagi średniej                                                           |
| Wygrana   | 5-0    | Adriel Montes (2-2)              | TKO (ciosy pięściami)                     | 2     | 1:05 | KOTC: Underground 63                       | 02.10.2010 | Laughlin       |                                                                                   |
| Wygrana   | 4-0    | George Interiano (3-2)           | Decyzja (jednogłośna)                     | 3     | 5:00 | Long Beach Fight Night 7                   | 03.01.2010 | Long Beach     |                                                                                   |
| Wygrana   | 3-0    | William Wheeler (1-0)            | Poddanie (duszenie zza pleców)            | 1     | 1:55 | KOTC: Jolted                               | 03.10.2009 | Laughlin       | Debiut w wadze półciężkiej                                                        |
| Wygrana   | 2-0    | Brandon Ellsworth (0-0)          | TKO (ciosy pięściami)                     | 1     | 1:28 | KOTC: Last Resort                          | 14.03.2009 | Laughlin       | Debiut w wadze średniej                                                           |
| Wygrana   | 1-0    | Tyler Pottett (0-0)              | Poddanie (duszenie zza pleców)            | 2     | 1:53 | KOTC: Protege                              | 22.03.2008 | Laughlin       | Debiut w wadze półśredniej                                                        |